# Алмали (Байтерецький район)
Алмали́ (каз. Алмалы) — село у складі Байтерецького району Західноказахстанської області Казахстану. Входить до складу Єгіндібулацького сільського округу.
Населення — 39 осіб (2021; 85 у 2009, 170 у 1999, 143 у 1989).
До 2020 року село називалось Часниково.